# Astrid Blome
Astrid Blome (* 1965) ist eine deutsche Historikerin.

## Leben
Sie studierte Geschichte und Kunstgeschichte an der Universität Hamburg und promovierte an der Universität Bremen mit einer Arbeit über die deutsche Russlandrezeption im späten 17. und frühen 18. Jahrhundert. Anschließend lehrte und forschte sie an der Universität Bremen und am Institut Deutsche Presseforschung und vertrat u. a. 2008 die Juniorprofessur Frühe Neuzeit an der Universität Bremen. 2010 habilitierte sie sich an der Universität Hamburg mit einer Studie über die Entstehung und Funktionen der Lokal- und Regionalpresse (Venia Legendi für Neuere Geschichte). Sie war Kuratorin für Zeitung und Presse am Gutenberg-Museum in Mainz. Derzeit ist sie Leiterin des Instituts für Zeitungsforschung in Dortmund.
Ihr Forschungsschwerpunkt ist die Presse- und Mediengeschichte.

## Schriften (Auswahl)
- Die Westeuropareise Peters I. von 1697–98 im Spiegel der zeitgenössischen deutschen Presse. Hamburg 1993, OCLC 258644477 (zugleich: Magisterarbeit, Hamburg 1993).
- als Herausgeberin: Zeitung, Zeitschrift, Intelligenzblatt und Kalender. Beiträge zur historischen Presseforschung (= Presse und Geschichte. Neue Beiträge, Band 1). ed. lumière, Bremen 2000, ISBN 3-934686-01-X.
- Das deutsche Rußlandbild im frühen 18. Jahrhundert. Untersuchungen zur zeitgenössischen Presseberichterstattung über Rußland unter Peter I. (= Forschungen zur osteuropäischen Geschichte, Band 57). Harrassowitz, Wiesbaden 2000, ISBN 3-447-04341-5. (zugleich: Dissertation, Bremen 1999).
- mit Volker Depkat: Von der „Civilisirung“ Rußlands und dem „Aufblühen“ Nordamerikas im 18. Jahrhundert. Leitmotive der Aufklärung am Beispiel deutscher Rußland- und Amerikabilder (= Presse und Geschichte. Neue Beiträge, Band 2). ed. lumière, Bremen 2002, ISBN 3-934686-05-2.
- mit Holger Böning: Täglich neu! 400 Jahre Zeitungen in Bremen und Nordwestdeutschland. Schünemann, Bremen 2005, ISBN 3-7961-1862-3.
- als Herausgeberin mit Holger Böning: Presse und Geschichte. Leistungen und Perspektiven der historischen Presseforschung (= Presse und Geschichte. Neue Beiträge, Band 36). ed. lumière, Bremen 2008, ISBN 3-934686-58-3.
- als Herausgeberin: Die Lösung der Judenfrage. Eine Rundfrage von Julius Moses im Jahre 1907. Mit Antworten von Eduard Bernstein, Otto Julius Bierbaum, Arthur Fitger, Henriette Fürth, Maxim Gorki, Thomas Mann, Lina Morgenstern, Rainer Maria Rilke und 90 weiteren Persönlichkeiten des öffentlichen Lebens (= Presse und Geschichte. Neue Beiträge, Band 55). ed. lumière, Bremen 2010, ISBN 978-3-934686-83-0.
- als Herausgeberin mit Cornelia Schneider und Annette Ludwig: Am 8. Tag schuf Gott die Cloud. Die Reformation als Medienereignis in Text und Bild. Texte zur Ausstellung. Gutenberg-Museum, Mainz 2015, ISBN 978-3-9810523-9-8.
- als Herausgeberin mit Rudolf Stöber, Michael Nagel und Arnulf Kutsch: Aufklärung der Öffentlichkeit – Medien der Aufklärung. Festschrift für Holger Böning zum 65. Geburtstag. Steiner, Stuttgart 2015, ISBN 3-515-10996-X.
- als Herausgeberin: 90 Jahre Institut für Zeitungsforschung. Rückblicke und Ausblick. Klartext, Essen 2016, ISBN 3-8375-1695-4.

| Personendaten    | Personendaten         |
| ---------------- | --------------------- |
| NAME             | Blome, Astrid         |
| KURZBESCHREIBUNG | deutsche Historikerin |
| GEBURTSDATUM     | 1965                  |